# Myrmecoptinus kuronis
Myrmecoptinus kuronis là một loài bọ cánh cứng trong họ Ptinidae. Loài này được Ohta miêu tả khoa học năm 1930.